# Вервик
Вервик (нидерл. Wervik, фр. Wervicq, пикард. Wervi) — фламандский город и коммуна в провинции Западная Фландрия, Бельгии. Пограничная река Лис отделяет город Вервик от французского города Вервик-Сюд.

## География

Административное деление коммуны Вервик и близлежащие коммуны. Жёлтым цветом обозначены населённые пункты.

Коммуна помимо города Вервик включает в себя посёлок Гелуве, расположенный на северо-востоке, недалеко от города Менин. К северу от Вервика находится село Круизеке.
Коммуна Вервик граничит со следующими коммунами:
- Комин-Варнетон, Бельгия
- Зоннебеке, Бельгия
- Морследе, Бельгия
- Вевелгем, Бельгия
- Менен, Бельгия
- Аллюэн, Франция
- Бусбек, Франция
- Вервик-Сюд, Франция
- Комин, Франция

## Название
Вервик был известен во времена Римской Империи под названием Viroviacum или Viroviaciim. Viroviacum (Вировиакум) — это слово из галло-романского языка, кельтского происхождения — vérôvos, что означает «отлично». На древне-римских картах можно найти этот город, который постоянно записывали с разными названиями: Wervicq, Wervik, Vironimo ou Viroviacum. Современное название города — «Вервик» произошло именно от древнеримского названия. На нидерландском языке город называется Wervik, на французском — Wervicq, а на пикардском — Wervi.
«Вер» в северных языках означает «человек», а Вик произошло от латинского слова vicus (квартал), или же это произошло от слова wyk, что обозначает Фламандцев.
Название города менялось с течением времени:
- Virociacum (III век)
- Wervi (1090, 1114)
- Wervhec (1143)
- Wervecke (1198)
- Wervek (1268)
- Wervy (1480)

## Геральдика
Герб города был утверждён 20 октября 1819 года и подтвержден 16 ноября 1842 года. Первоначально герб был без короны. 7 мая 1985 года к гербу была добавлена корона, как в современном гербе. Герб уже виден на самой старой печати города, датируемой концом XV века. Этот герб также использовался лордами Верви в 16 веке. Члены семьи Верви были лордами поместья в Вервике с начала XV века, и поэтому вполне вероятно, что герб города происходит от герба семьи. Все более поздние печати и изображения показывали один и тот же герб, но в течение веков использовались разные атрибуты, например святой епископ за гербом или два петуха.

### Блазонирование
Это золотой (или же жёлтый) герб с красной диагональной линией. На гербе изображено 6 красных роз. Наверху находится корона с 6 золотыми башнями.

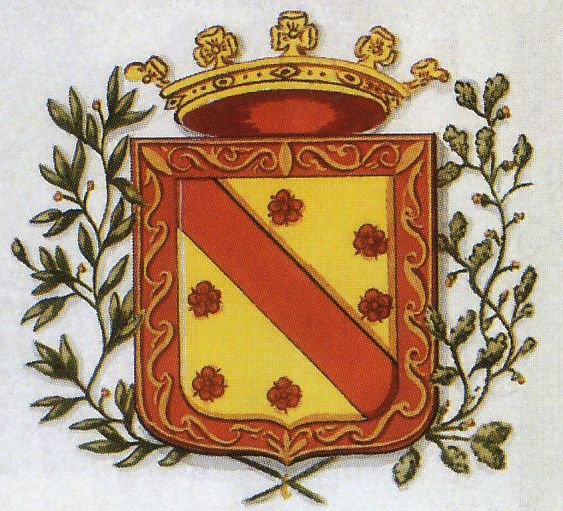
Версия 1819 года
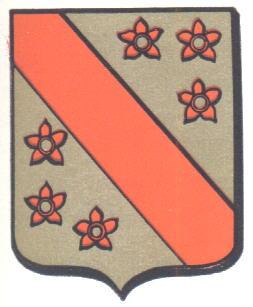
Версия 1842 года
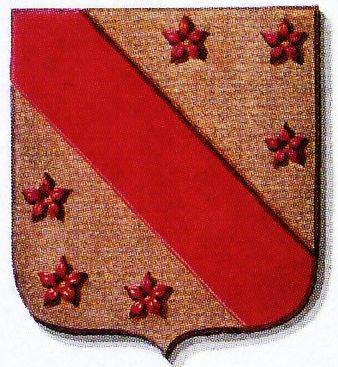
Версия 1842 года
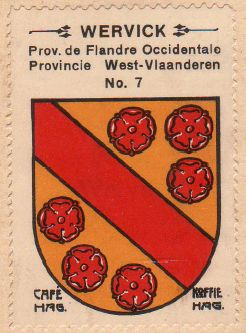
Герб в альбомах Koffie Hag/Café Hag +/- 1930
Современный герб
Современный герб (версия с тенями и бликами)
Герб города-близнеца Вервика — Вервик-Сюд. Герб практически такой же, как и у Вервика, за исключением формы герба и отсутствия короны.

## Демография
По данным переписи 1 декабря 2019 года население Вервика составляет 18 942 человека (9512 мужчин и 9430 женщин), плотность населения составляет 434,35 чел./км², когда же площадь города составляет 43,61 км².
Демографические изменения с 1846 по 2020 год приведены в таблице ниже:

## История

### Галло-романская эпоха
Вервик — один из старейших городов Бельгии, который был известен еще во времена Римской Империи.
В 58 году до н. э. началось завоевание Галлии, продолжавшееся 8 лет консулом Юлием Цезарем. Именно в это время римляне разбили на территории современного Вервика римский лагерь. Они называли это поселение Viroviacum (Вировиакум), слово из галло-романского языка, кельтского происхождения — vérôvos, что означает «отлично».
На древне-римских картах можно найти этот город, который постоянно записывали с разными названиями: Wervicq, Wervik, Vironimo ou Viroviacum, поскольку поселение находилось на римской дороге, ведущей из Касселя (лат. Castellum Menapiorum) в Турне (лат. Turnaco).
Вервик также упоминается на пути Антонина Пия (II век), а затем на пейтингеровой скрижали. Затем поселок упоминается на римской дороге, соединяющей Булонь-сюр-Мер с Кёльном.
Затем наступает мрачный период, соответствующий агонии Римской Империи, переживающей нашествия германских племен, обосновавшихся в Галлии. Начиная с IV века Вервик постепенно забывается.

### Средневековье
В 1070 году графиня Рихильда де Эно полностью опустошила поселение.
Средневековые времена принесли процветание льняной, суконной и драпировочной промышленностей. История ткачества в Вервике, как и у соседнего поселения, Комина, восходит к XII веку.
Очень быстро, как в Вервике, так и в Комине и Менене, качество продукции признается и ценится на рынках, особенно через итальянскую компанию Datini. Вервик попадает под управление сеньора Комина и восстанавливает свою прежнюю славу благодаря развитию его драпировочной промышленности, которая становится очень популярной в этот период.
Эту ткань продают во многих дальних регионах. Город разбогател, и знаменитый летописец Жан Фруассар описывает его как «большой город с тканями, золотом и серебром».
Церковь Святого Медара, возведенная в это время в Вервике, является одной из крупнейших церквей провинции Западная Фландрия. Церковь была выполнена в разных стилях (романский и готический).
Эта положительная для города эпоха заканчивается в XIV веке, когда для города наступает более неудачная эпоха.
В 1327 году город осажден войсками Филиппа VI де Валуа и частично разрушен.
Позже, в конфликте между Карлом VI Безумным и фламандскими повстанцами, Вервик в 1382 году стал аванпостом армии Филиппа ван Артевелде в битве при Рузебеке. После неудачи мятежа город был разграблен и сожжен. Церковь Святого Медара вскоре начали перестраивать.
К сожалению, церковь не была полностью восстановлена, так как огромный пожар уничтожил город около 1400 года.
Фландрия непосредственно переживает экономическое ухудшение, организованное королем Франции Людовиком XI: разруха и экономический кризис объединяются и поражают графство. Соседние коммуны сталкиваются со всевозможными бедствиями: эпидемиями чумы, пожарами, войнами и многочисленными грабежами, особенно в 1419 и 1436 годах.
После ухода итальянских финансистов из Datini вервиковская драпировочная промышленность окончательно погибает.
Поскольку драпировочная промышленность поражена кризисом, именно табачная промышленность дает в это время большую известность Вервику.

### Раннее Новое время
В середине XVI века Вервик переживает период затишья, но его процветание падает.
Бургундские герцоги дома Валуа постепенно включали графство Фландрия в обширное целое, которое вскоре объединило все «нижние регионы у моря».
Затем Карл V Габсбург, уроженец Гента, унаследовал бургундские амбиции и в 1548 году объединил уменьшившуюся Фландрию в Семнадцать Провинций. Таким образом, графство формально было присоединено к Священной Римской империи.
В долине реки Лис беды предыдущего века породили новые социальные и религиозные идеи, такие как доктрины Лютера и Кальвина, которые под влиянием Гевов находят благоприятную почву.
Это стоит городам кровавых репрессий: она ознаменована волной казней, проводившейся от имени короля Испании с 1566 по 1573 год, а затем — уничтожением Вервика во время войны недовольных в 1578 году: город опустошен огнем, а его население вынуждено спасаться.
Войны Людовика XIV в XVII веке заставляют город испытывать новые опасности. Именно в результате завоеваний Людовика XIV Лис станет естественной границей между Северной и Южной частями города (Вервик и Вервик-Сюд).
До этих событий, в то время как графство Фландрия все еще принадлежит Испанским Нидерландам, северный Вервик был присоединен к шатленью в Ипре, а Вервик-Сюд к шатленью в Лилле. Но оба Вервика образуют один город.
Только гораздо позже, когда города-близнецы разделены, три договора решат их судьбу:
- В 1668 году Ахенский мир, заключенный Людовиком XIV, уступил территории к северу от реки Лис Испании, а южную часть — Франции. Однако Северная часть была ненадолго присоединена к Франции Нимвегенскими мирными договорами 1678 года.
- Утрехтский мирный договор (1713 год) отдал Южные Нидерланды Австрии Карла VI. Она восстанавливает границу, проложенную по реке Лис. С этого момента северная часть оказалась под австрийским влиянием.

Экономическая ситуация несколько улучшается. Австрийские Нидерланды переживут период мира и процветания. Вервик воспользовался этим, чтобы развиться.

### Современная эпоха
В 1787 году происходит брабантская революция, в отказе от реформ австрийского императора Иосифа II. После чего объявляется низложение Иосифа II и в кратчайшие сроки осуществляется союзный договор.
Это появление Бельгийских соединённых штатов, которые, в свою очередь, рухнут в 1790 году.
Окончательная гласность графства звучит в 1795 году, когда после войны (1792—1794) и французского завоевания (1794) он преобразован в два французских департамента: Шельда и Лис. Судьба Фландрии, как и других бельгийских провинций, должна была оставаться связанной с историей Франции в течение 20 лет. В Вервике вновь разрушена церковь Святого Медара (1794 год).
Департамент Лис соответствует территории провинции Западная Фландрия. Вервик, как и остальная часть департамента, находится под французским управлением до 30 мая 1814 года, даты его упразднения.
После падения Первой Французской империи и в результате Венского конгресса (1815) Вервик был включен, как и вся Фландрия, в состав Соединенного Королевства Нидерландов, а в 1830 году — в Королевство Бельгия.
Текстильная промышленность во Фландрии процветает: шерстяная промышленность заняла почти 400 000 рабочих и рабочих, которые до сих пор занимались прядением вручную, дома, в небольших городах и деревнях Фландрии, включая Вервик.
С 1845 по 1850 год картофельная болезнь снижает годовой урожай на 87 % и вызывает во Фландрии ужасный голод. Как рассказывает одно из свидетельств того времени: «Тысячи людей были вынуждены есть в качестве горячего блюда только суп, приготовленный из зелени репы и муки. Самые бедные пекли картофельные кожуры, а на рынке спорили о шкурах, головах и внутренностях рыб».
В то же время модернизировавшаяся гораздо раньше промышленность Ганта переживает кризисы и увольняется в большом количестве. Это приводит к тому, что уже в 1850 году большое количество пограничных рабочих, подталкиваемых развитием текстильной промышленности, на севере Франции переезжают в Лилль, Рубе и Туркуэн. Из Вервика уезжают большое количество рабочих.
В самом деле промышленники наберут эту рабочую силу, которая привыкла работать на заводе и согласна на более низкую заработную плату. Миграционные потоки в основном подпитываются фламандскими провинциями, которые в настоящее время испытывают хроническую социальную и экономическую отсталость. Однако интеграция не является легкой по причинам, связанным с языком и религией.
Начиная с 1870 года, с появлением паровых машин, текстильные мануфактуры берут на себя ручные ремесла, которые позволяют повысить производительность и будут расти быстрее с приходом поезда в XIX веке (из Лилля).
Следует уточнить, что ввод поездов в эксплуатацию в 1853 и 1854 годах осуществлялся обществом железных дорог Западной Фландрии, которое осуществлялось от Кортрейка до Поперинжа.
В 1853 году был введен в эксплуатацию участок от Кортрейка до Вервика (17,266 км), а затем от Вервика до Комина (3,677 км).
Вервик официально оснащен железнодорожной станцией 15 января 1853 года.
Деятельность процветает до 1914 года.

### С 1914 до наших дней

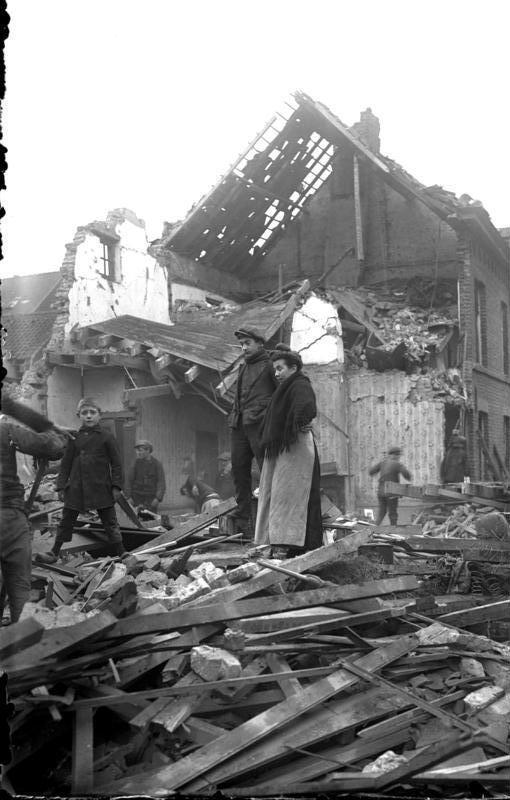
Вервик после немецкой атаки немцев в мае 1916

Город пережил Первую мировую войну. В ходе конфликта Вервик находился под немецкой властью почти 4 года: немецкие войска после короткого боя с французскими и бельгийскими жандармами вошли в город 5 октября 1914 года.
Вервик — первый крупный город под немецким контролем в Западном фронте. Немецкие солдаты размещаются в домах, а раненых лечат в госпитале, расположенном в церкви Святого Медара. Население вынуждено работать на немцев и проводить различные окопные работы.
Находясь недалеко от фронта, несколько раз подвергаясь бомбардировкам, Вервик в мае 1917 года был эвакуирован, а затем полностью уничтожен в боях между англичанами и немцами.
Когда наступило первое компьенское перемирие, как только наступило спокойствие, возникла необходимость восстановить город. Архитектор и градостроитель Хуиб Хосте отвечал за строительство и отдавал предпочтение функциональному виду зданий.
В мае 1940 года англичане и немцы вновь столкнулись в битве при Лиcе и битве у канала Ипр-Комин. Шлюзы и мосты разрушены. Комин и Вервик заняты немецкими войсками.
Британские и канадские войска, встреченные в качестве освободителей, в конце концов вошли в Вервик-Сюд, а затем в Вервик 4 сентября 1944 года.
11 сентября 1955 года был открыт новый мост через реку Лис, соединяющий Вервик и Вервик-Сюд.
При установлении языковой границы село Круизейк отделена от Комина и присоединена к Вервику, чтобы не менять провинцию.
В 2018 году Вервик и Вервик-Сюд празднуют свое 2050-летие существования, открыв новый мост.

## Галерея

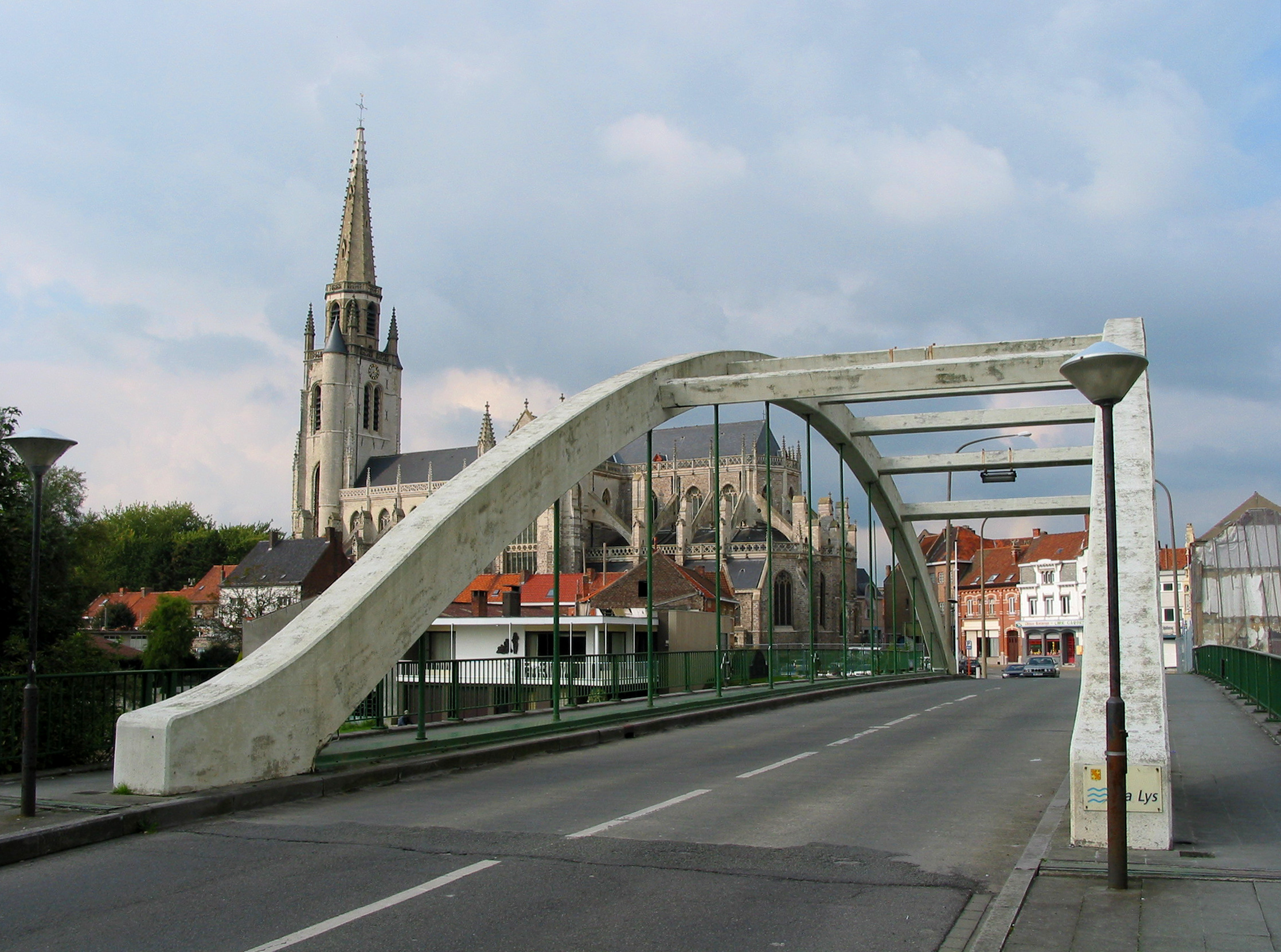
Мост через реку Лис. За мостом находится Церковь Святого Медара.
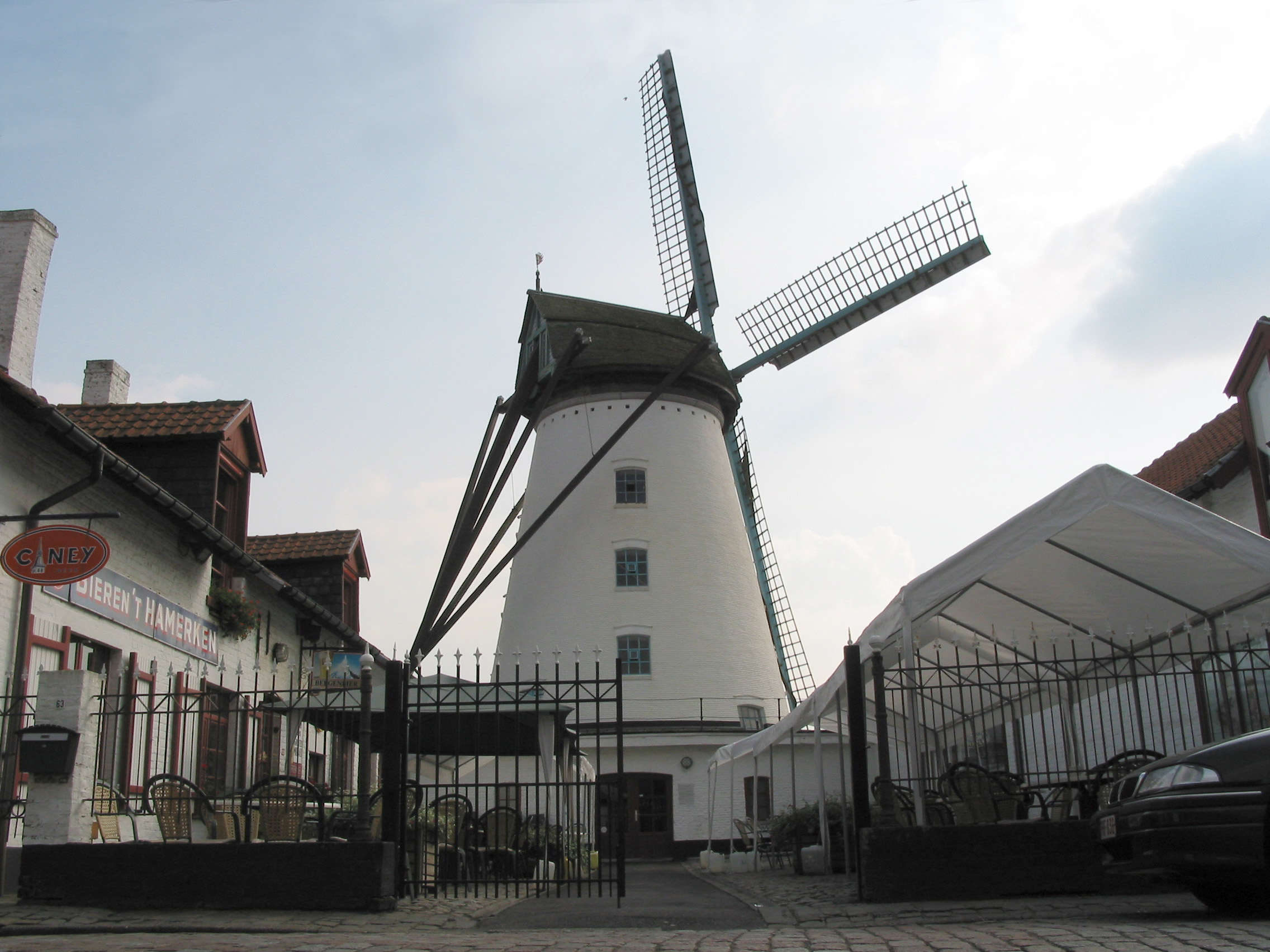
Мельница «Брикенмолен» (нидерл. Briekenmolen)
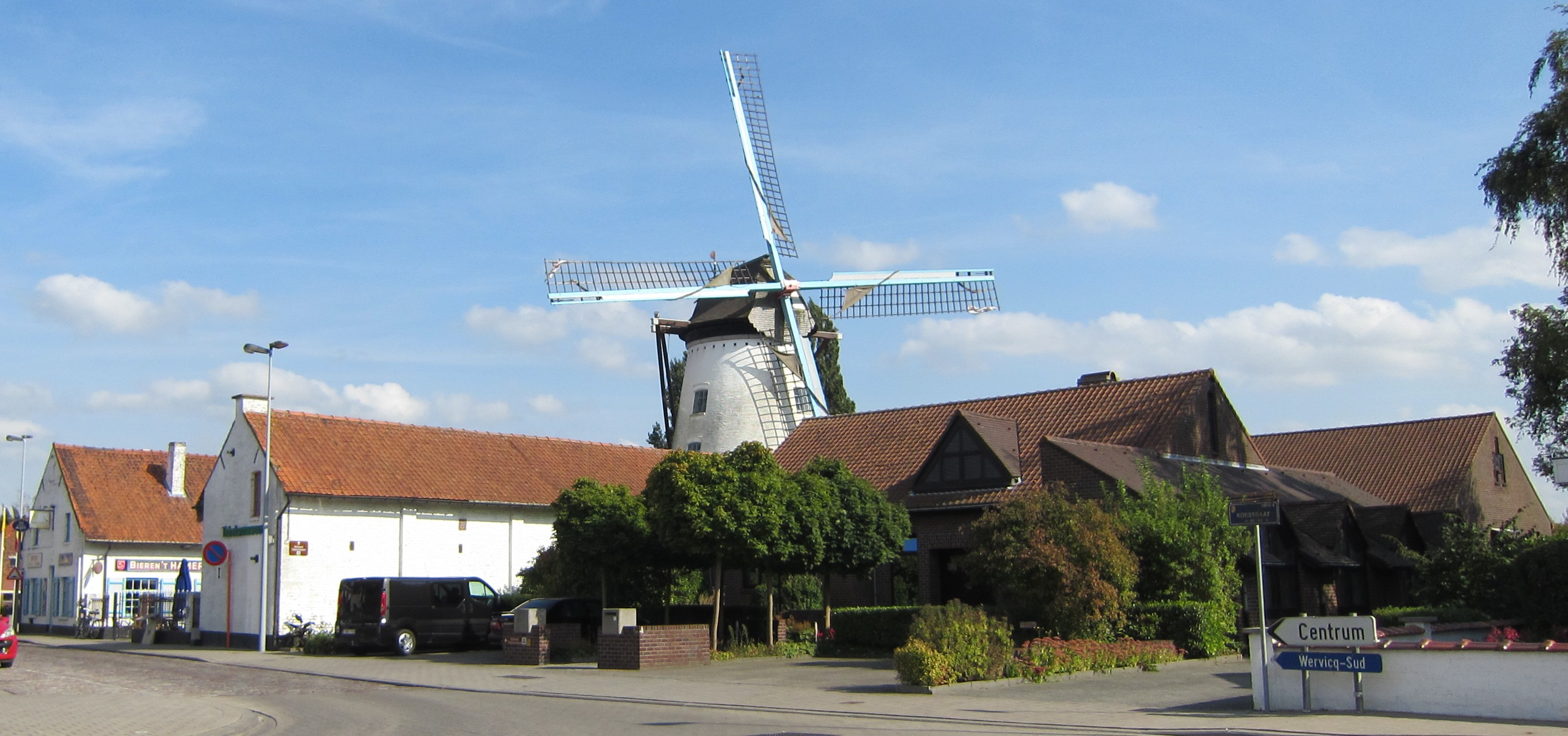
Мельница «Брикенмолен»
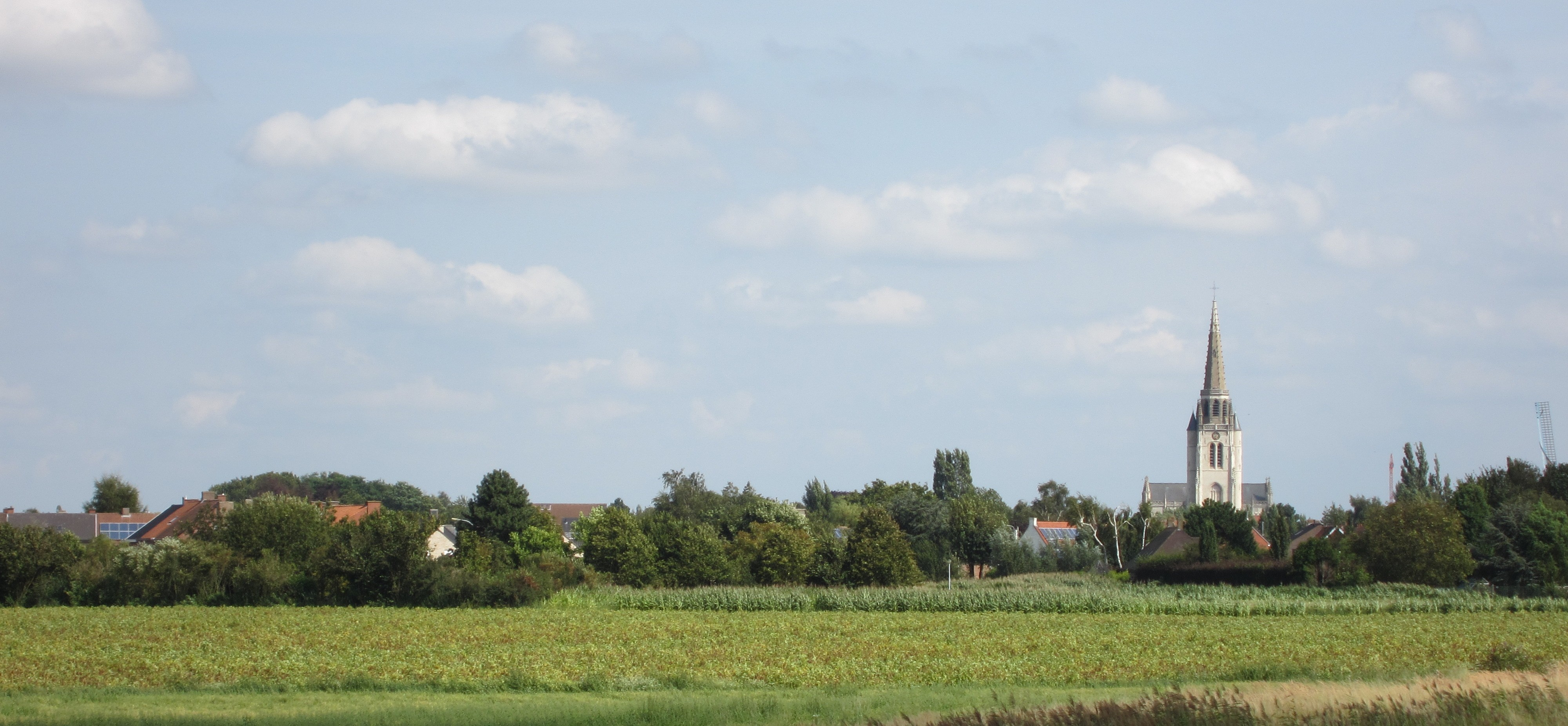
Панорама Вервика
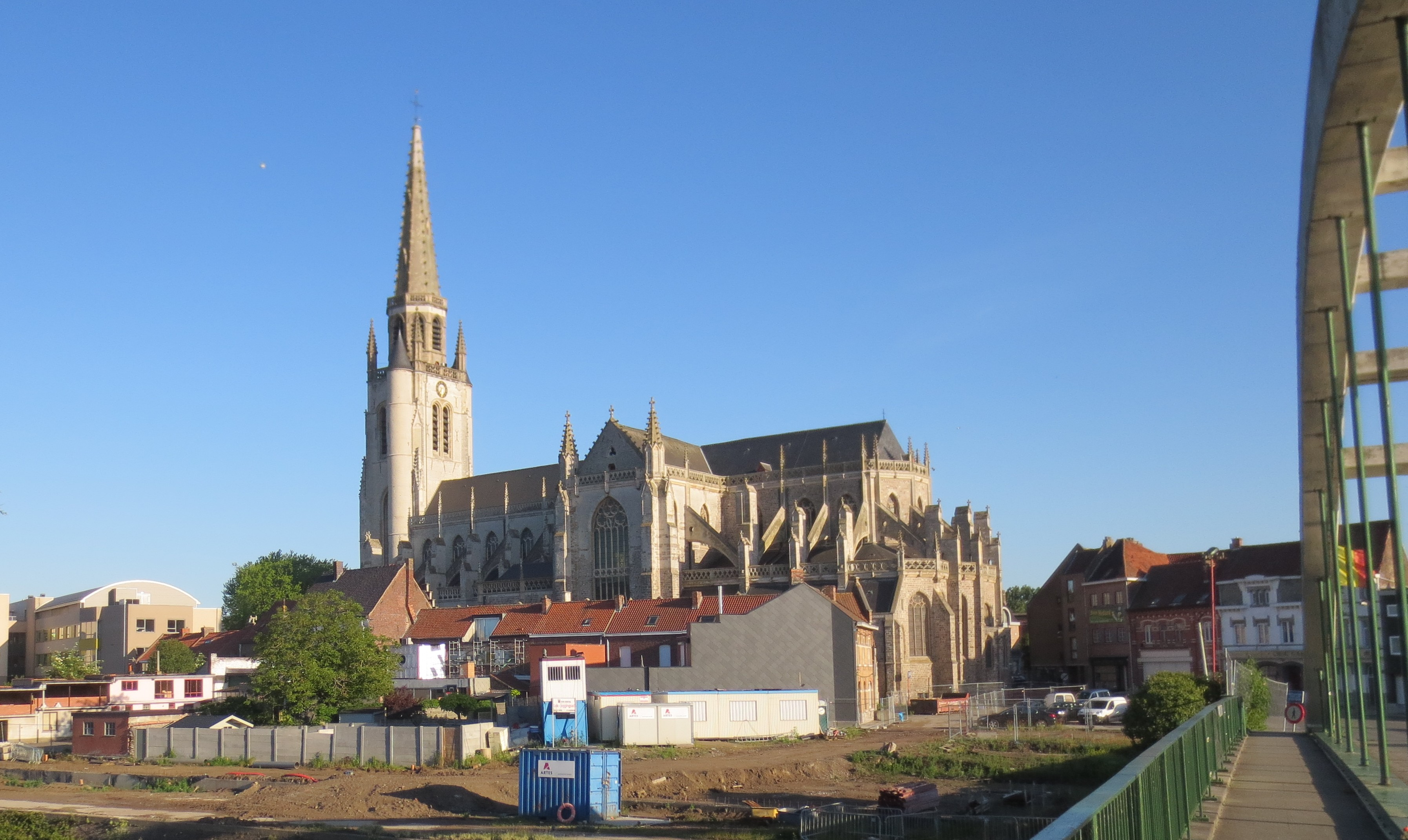
Церковь Святого Медара
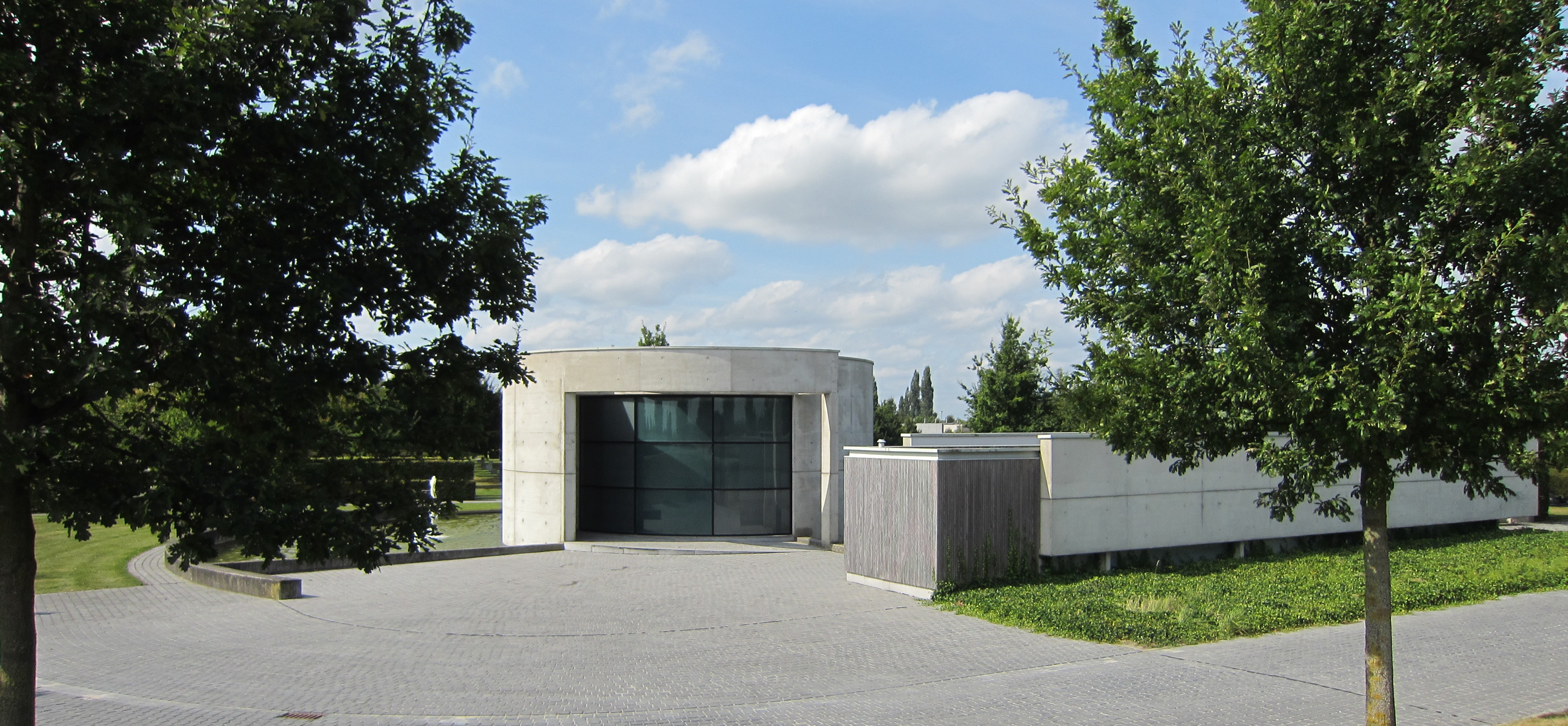
Вход в кладбище
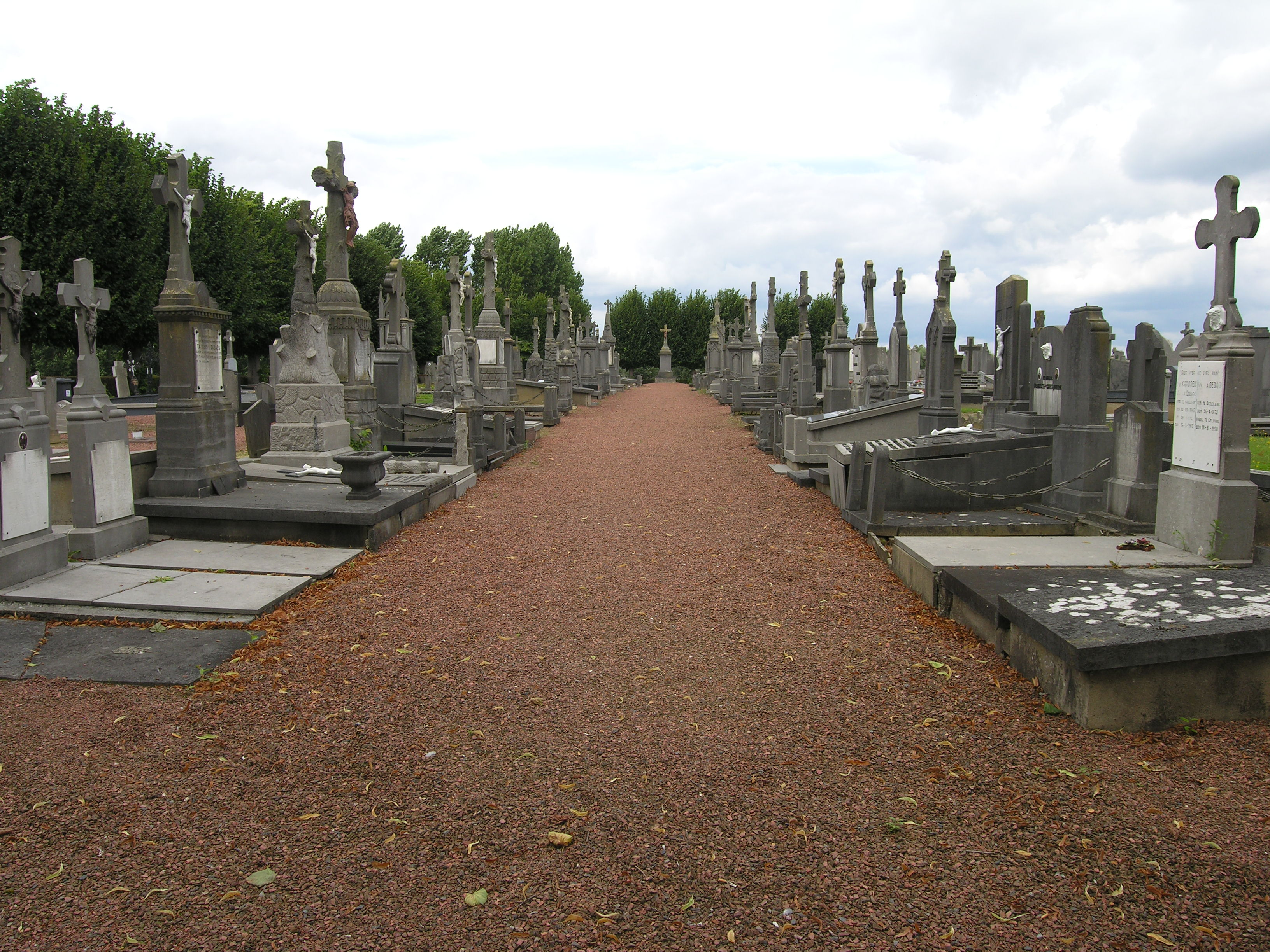
Кладбище
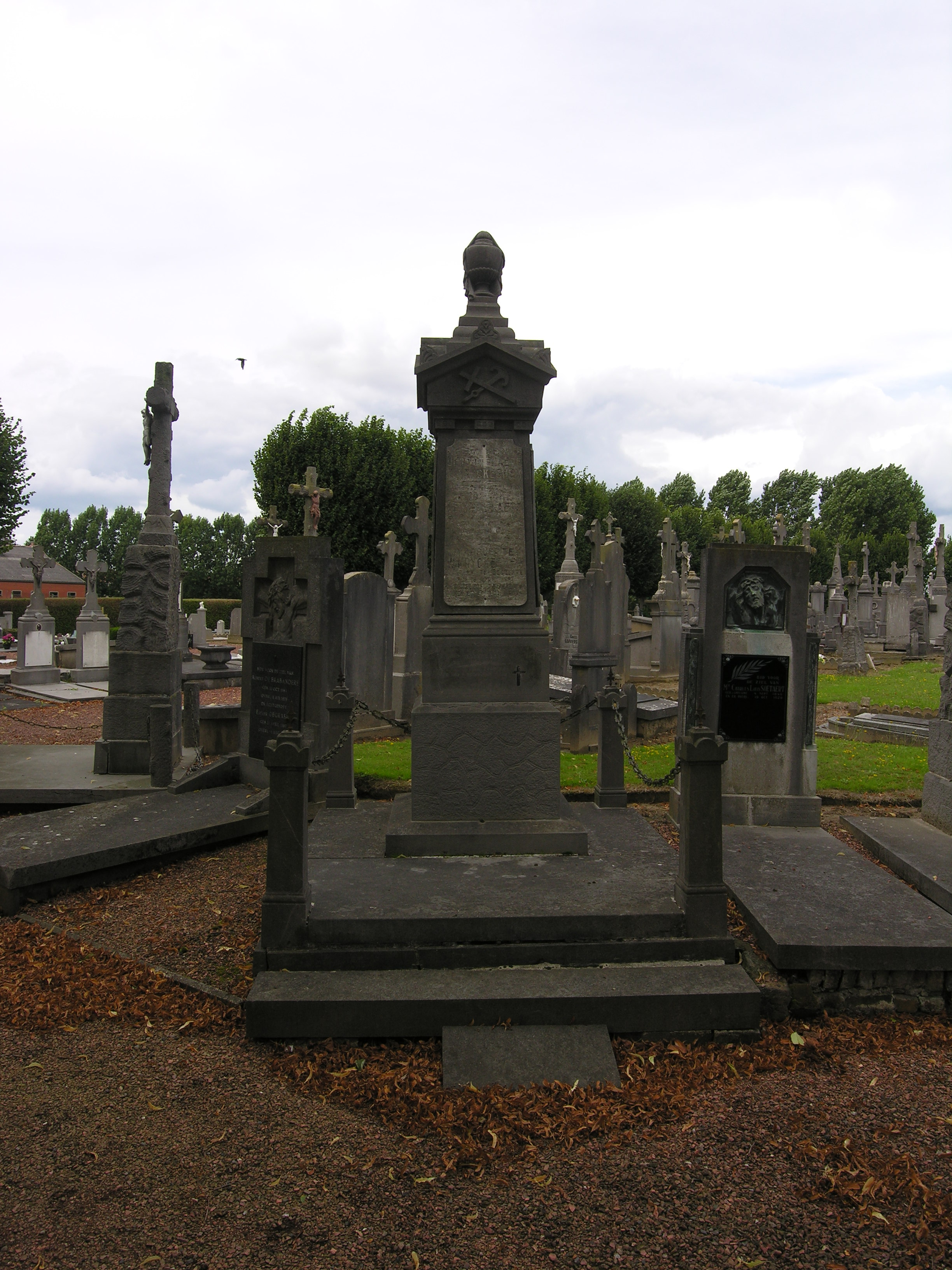
Кладбище

## Города-побратимы
- Харелбеке, Бельгия
- Вервик-Сюд, Франция